# Phillip Dorsett
Phillip Dorsett (nascido em 5 de janeiro de 1993) é um jogador de futebol americano que joga no Seattle Seahawks da National Football League (NFL). Ele jogou futebol universitário na Universidade de Miami e foi selecionado pelo Indianapolis Colts na primeira rodada do Draft de 2015 da NFL. Ele também defendeu o New England Patriots por dois anos.

## Primeiros anos
Dorsett cursou a St. Thomas Aquinas High School em Fort Lauderdale, Flórida, onde ele era uma estrela de dois esportes: futebol americano e atletismo. Ele jogou como um wide receiver sob o comando do técnico George Smith, e jogou com um futuro companheiro de Indianapolis Colts, Duron Carter. 
Ele teve 30 recepções para 594 jardas e nove touchdowns em seu terceiro ano. No último ano, ele teve 35 recepções para 806 jardas e 12 touchdowns em uma temporada invicta, vencendo o campeonato de futebol americano da Florida 5A, bem como terminando em primeiro lugar na pesquisa nacional Powerade Fab 50 ESPN Rise. Ele também retornou quatro chutes para touchdowns.
Ele também teve destaque no atletismo, Dorsett teve um dos melhores desempenhos em corridas e saltos. Ele conseguiu saltos de 7,55 metros no salto em distância e 14,59 metros no salto triplo no Louie Bing Classic de 2011. Ele ficou em segundo nos 100 metros (10,51 s) e em terceiro nos 200 metros (21,26 s) no Encontro Distrital de 2011 da FHSAA. Ele registrou o seu melhor tempo da carreira com 48,32 segundos nos 400 metros no Campeonato da BCAA de 2011. Além disso, ele também correu 40 jardas em 4,4 segundos e teve um salto vertical de 36,5 polegadas no Under Armor Combine.
Dorsett foi classificado como um recruta de três estrelas por Rivals.com e ESPN.com. Ele foi classificado como a 45ª perspectiva em sua posição pela ESPNU. Ele se comprometeu com a Universidade de Miami para jogar futebol americano universitário. Ele também recebeu ofertas de bolsas de estudos de Flórida, Ohio State, North Carolina e Geórgia, entre outras.

## Carreira da Faculdade
Dorsett jogou em Miami de 2011 a 2014. Como um calouro em 2011, ele jogou em 12 jogos. Ele registrou 14 recepções para 147 jardas e um touchdown. No seu segundo ano, ele jogou em 12 jogos com 10 partidas e liderou a equipe com 58 recepções para 842 jardas e quatro touchdowns. Em seu terceiro ano, Dorsett jogou em apenas oito jogos devido a uma lesão no joelho. Ele terminou o ano com 13 recepções para 272 jardas e dois touchdowns. Dorsett foi titular em todos os 13 jogos em sua última temporada em 2014, registrando 36 recepções para 871 jardas e 10 touchdowns.
Dorsett também praticou atletismo em Miami. Ele competiu na corrida de 60 metros e seu melhor tempo foi de 6,80 segundos, o quarto tempo mais rápido naquele evento em Miami.
Dorsett terminou sua carreira na faculdade com 121 recepções para 2.132 jardas e 17 touchdowns.

### Estatísticas da Faculdade
| Recepções | Recepções | Recepções | Recepções | Recepções | Recepções |
| Ano       | Equipe    | JD        | Rec       | Jardas    | TDs       |
| --------- | --------- | --------- | --------- | --------- | --------- |
| 2011      | Miami     | 12        | 14        | 147       | 1         |
| 2012      | Miami     | 12        | 58        | 842       | 4         |
| 2013      | Miami     | 7         | 13        | 272       | 2         |
| 2014      | Miami     | 12        | 36        | 871       | 10        |
| Total     | Total     | 43        | 121       | 2 132     | 17        |

## Carreira Profissional
| Altura                          | Peso  | Comprimento do braço | Tamanho de mão | Corrida de 40 jardas | 20-ss  | 3-cone | Salto Vertical | Amplo  | BP           |
| ------------------------------- | ----- | -------------------- | -------------- | -------------------- | ------ | ------ | -------------- | ------ | ------------ |
| 1.78 m                          | 84 kg | 0.77 m               | 0.24 m         | 4.33 s               | 4.11 s | 6.70 s | 0.94 m         | 3.10 m | 13 Recepções |
| Todos os valores da NFL Combine |       |                      |                |                      |        |        |                |        |              |

### Indianapolis Colts
Dorsett foi escolhido como a 29ª escolha geral pelo Indianapolis Colts no Draft da NFL de 2015. A seleção de Dorsett foi uma surpresa para muitos analistas e fãs, considerando que Indianapolis já tinha muitos jogadores na posição de wide receiver, incluindo os recém-contratados Andre Johnson e Duron Carter, a seleção também teria incomodado vários jogadores dos Colts, que pensavam que a equipe deveria ter focado em um jogador defensivo. Dorsett assinou um contrato de quatro anos com Indianapolis em 27 de Maio de 2015. Ele terminou sua temporada de estreia com apenas 18 recepções para 225 jardas e um touchdown.

### New England Patriots
Em 2 de setembro de 2017, Dorsett foi negociado com o New England Patriots pelo quarterback Jacoby Brissett. Em 7 de setembro, Dorsett fez sua estréia como membro dos Patriots na derrota por 42-27 para o Kansas City Chiefs.  
Apesar de Dorsett ter tempo de jogo limitado, os Patriots chegaram ao Super Bowl LII, onde perderiam 41-33 contra o Philadelphia Eagles. Dorsett registrou uma captura para 19 jardas no Super Bowl. Ele terminou a temporada com 12 recepções para 194 jardas. 
Em 2 de maio de 2018, os Patriots recusaram a opção de quinto ano do contrato de Dorsett, tornando-o um agente livre em 2019. Em março de 2019, contudo, ele renovou com os Patriots por aquele ano.

### Seattle Seahawks
Em março de 2020, Dorsett assinou com o Seattle Seahawks.

### Estatísticas da Carreira

#### Temporada Regular
| Temporada | Time  | Jogos | Jogos | Recebendo | Recebendo | Recebendo | Recebendo | Recebendo | Correndo | Correndo | Correndo | Correndo | Correndo | Fumbles | Fumbles  |
| Temporada | Time  | JD    | JT    | Rec       | Jardas    | Média     | Lng       | TD        | Ten      | Jardas   | Media    | Lng      | TD       | FUM     | Perdidos |
| --------- | ----- | ----- | ----- | --------- | --------- | --------- | --------- | --------- | -------- | -------- | -------- | -------- | -------- | ------- | -------- |
| 2015      | IND   | 11    | 0     | 18        | 225       | 12,5      | 35E       | 1         | 3        | 17       | 5,7      | 11       | 0        | 2       | 1        |
| 2016      | IND   | 15    | 7     | 33        | 528       | 16,0      | 64E       | 2         | 2        | 10       | 5,0      | 7        | 0        | 1       | 0        |
| 2017      | NE    | 15    | 2     | 12        | 194       | 16,2      | 39        | 0         | 1        | 7        | 7,0      | 7        | 0        | 0       | 0        |
| 2018      | NE    | 4     | 2     | 32        | 290       | 9,1       | 20        | 3         | 4        | 29       | 7,3      | 17       | 0        | 0       | 0        |
| 2019      | NE    | 14    | 4     | 16        | 165       | 13,7      | 58E       | 5         | 3        | 21       | 7        | 9        | 0        | 0       | 0        |
|           | Total | 59    | 15    | 124       | 1 634     | 13,2      | 64E       | 11        | 13       | 84       | 6,5      | 17       | 0        | 3       | 1        |